# 洞庭湖 (千葉県)

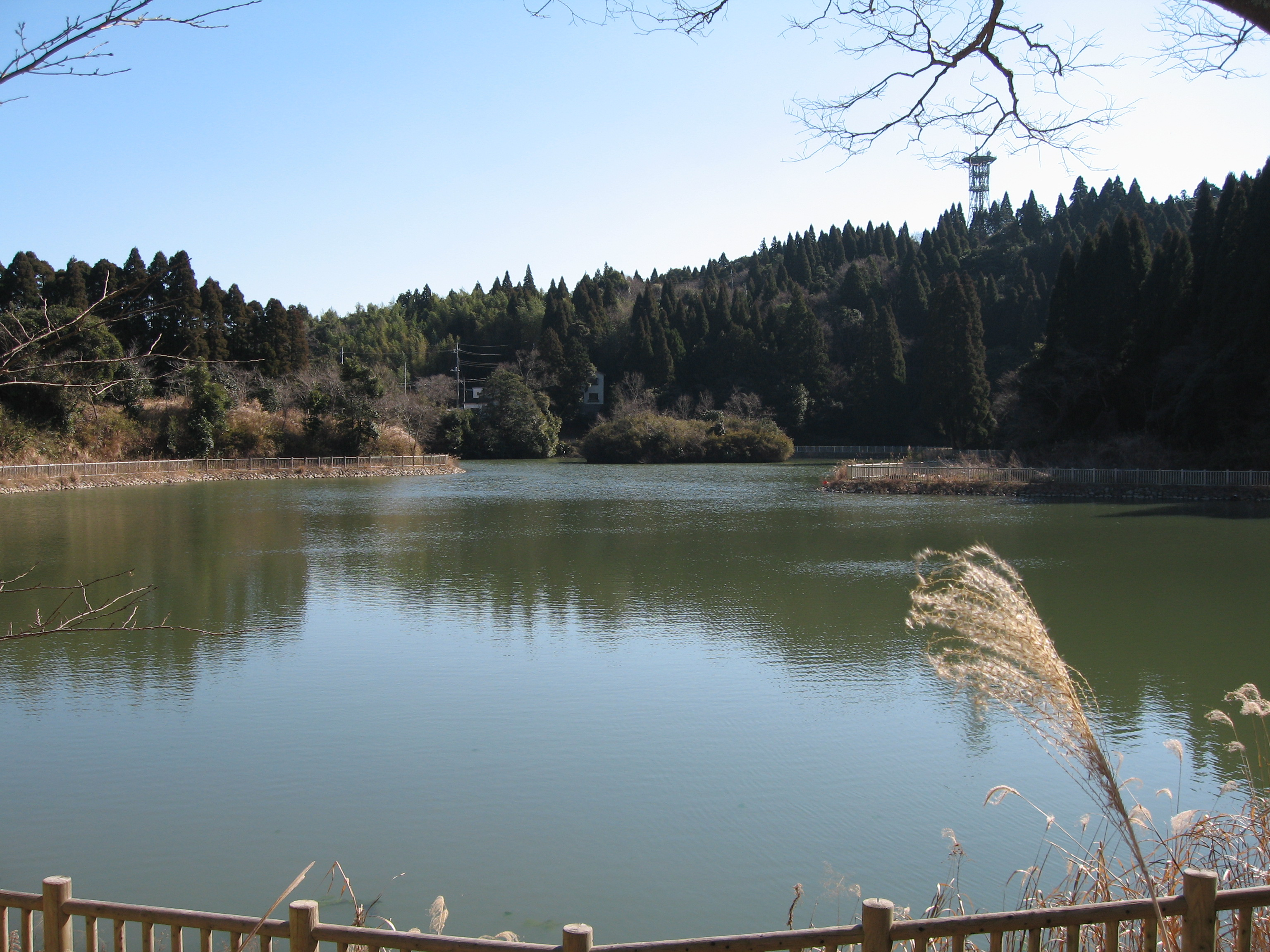
洞庭湖（湖畔より）

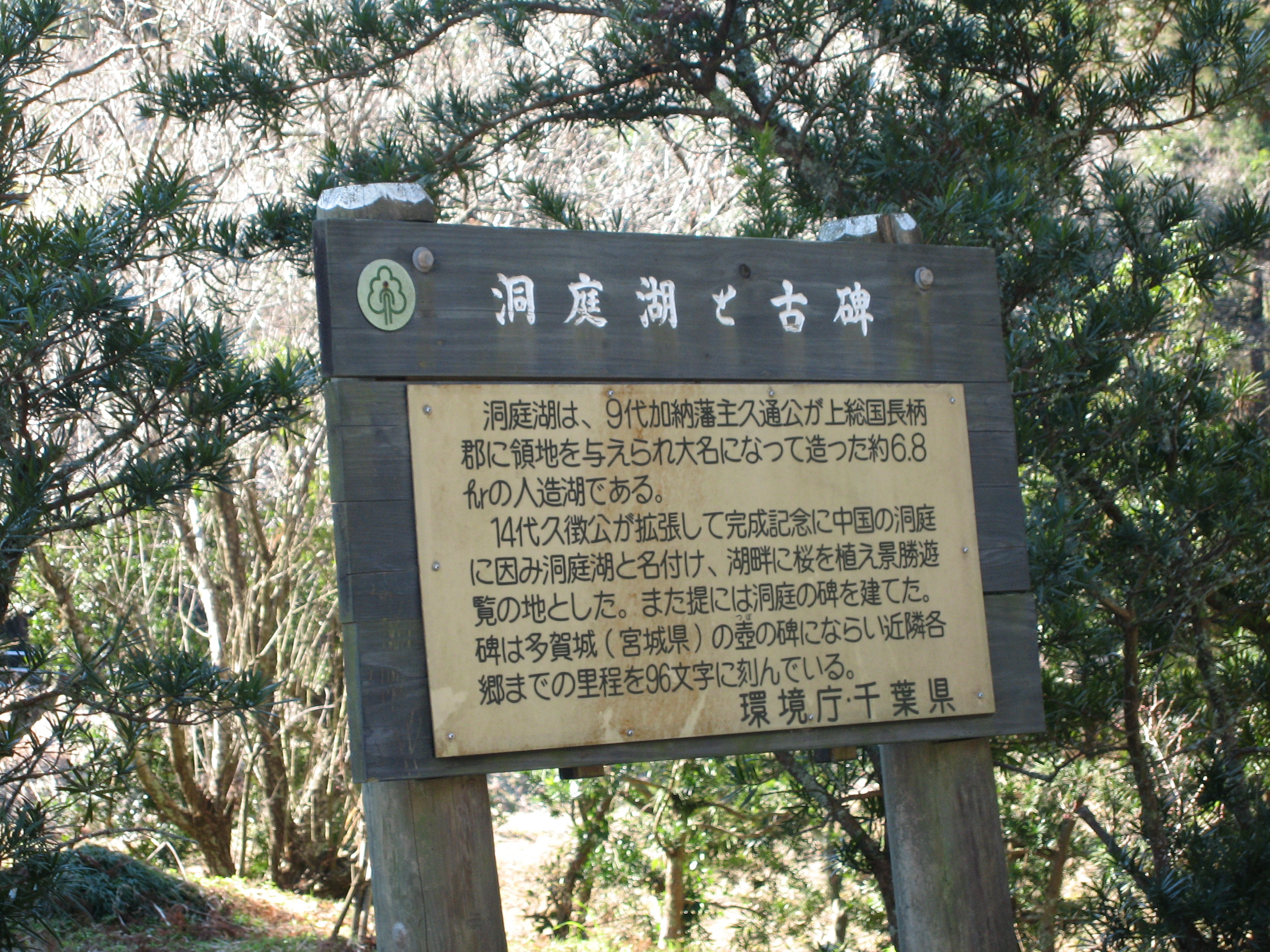
洞庭湖（案内板）

洞庭湖（どうていこ）は、千葉県長生郡一宮町にある人造湖。中国の洞庭湖にちなんで名付けられた。

## 概要
面積約6.8ヘクタールの農業用貯水池。土堤によって東西に分けられており、西側（上流側）を中堰、東側（下流側）を下堰という。また、西側（上流側）に隣接して二又堰（池）（2.2ヘクタール）、東側（下流側）に隣接して洞堰（ぼらぜき）があるため、東西4つの溜池が並ぶ形になっている。なお、二又堰・洞庭湖が大字一宮（旧一宮藩領）に属するのに対し、洞堰は大字東浪見（旧東浪見村）に属する。
西側にある上流の大欠堰（池）とは松子川でつながっている。「市兵衛堀」と呼ばれる灌漑用水路を通じて堰の北側に水を流していたが、1966年（昭和41年）に洞堰からの取水口が完成し、東側（旧東浪見村方面）に水を流すようになった。
千葉県立九十九里自然公園に属する。1983年（昭和58年）、「房総の魅力500選」に選ばれた。
最寄駅は東浪見駅。

## 名称
一宮藩主加納久徴が、中国の洞庭湖にちなんで名づけたとされる。字（あざ）名の「洞」（ぼら、山がぐっと入り込んで外界から全然見えないところ、の意）と、中国第一の湖水である洞庭湖に匹敵する大きさ、という「ホラ」をかけたものともいわれる。

## 歴史
江戸時代に一宮藩主が家臣岩堀市兵衛に命じて、灌漑貯水池として着工させ、その後、一宮の住人、中村吉兵衛が完成させたと伝えられる。享保11年（1726年）に加納久通が長柄郡一宮に領地を与えられた際に「洞（ぼら）の堰」を築いたといわれているが、正確な着工時期については諸説ある。
明治元年（1868年）の「領主加納家引継」には、「加納遠江守久堅寛延元年十月十三日養父久通ノ家嗣後（略）平常志ヲ民事ニ尽（略）水利ヲ起シ洞庭ノ潴ヲ引テ耕田ニ注グ、家臣岩堀市兵衛嘗之当今之洞庭ノ道路ニ通ス市兵衛堀ト云也」とあり、加納久堅の代（1748年 - 1786年）に着工したとされている。一方、『一宮町史』（1964年）は、着工年代について、寛政年間（1789年 - 1801年）、文化・文政年間（1804年 - 1830年）、天保年間（1830年 - 1844年）の3説を載せている。
また、洞庭湖の着工とともに、洞庭湖から北側に流出する、「市兵衛堀」と呼ばれる 2,210 m （うちトンネル部分19か所、計 1,215 m）の灌漑用水路が作られた。
その後、天保年間、加納久徴のときに堰が拡張され、代々名主をつとめた中村吉兵衛が完成させたのが、現在の洞庭湖である。久徴は堰の周囲に桜を植えて整備し、天保15年（1844年）3月15日付で洞庭湖記念碑を建てた。この記念碑は1981年6月17日付で一宮町指定史跡に指定されている。文面は多賀城碑にならったもので、次の通りである。
ただし、久徴が植樹した桜は廃藩置県後に伐採されており、現在の桜はその後に再植樹されたものである。